# Clemens-Brentano-Grundschule
Die Clemens-Brentano-Grundschule ist eine Grundschule in Berlin. Sie liegt im Ortsteil Lichterfelde (Bezirk Steglitz-Zehlendorf) und umfasst die Klassen 1–6. Das Schulgebäude steht heute unter Denkmalschutz.

## Geschichte
Im Jahr 1865 erwarb der Unternehmer Johann Anton Wilhelm von Carstenn die bei Berlin gelegenen Güter Lichterfelde und Giesensdorf mit dem Ziel, dort eine Villenkolonie (Villenkolonie Lichterfelde) für das gehobene Bürgertum entstehen zu lassen. Die Dörfer Lichterfelde und Giesensdorf existierten ab 1877 als Einheitsgemeinde. Sowohl in Lichterfelde als auch in Giesensdorf bestanden Dorfschulen, welche sich in einem schlechten baulichen Zustand befanden. Mit dem verstärkten Zuzug wohlhabender Bewohner gab es einen großen Bedarf an neuen Schulen. 1894 eröffnete eine Gemeindeschule in der Dürerstraße, 1896 die 3. Gemeindeschule in der Kastanienstraße und die Realschule zu Groß-Lichterfelde (heute: Lilienthal-Gymnasium) in der Ringstraße. 1898 wurde mit dem Bau der heutigen Clemens-Brentano-Schule (damals: 4. Gemeindeschule) begonnen. Der Entwurf stammte von den Architekten Tietzen und Pahl. Im Jahr 1899 wurde das Gebäude fertiggestellt und 318 Schüler bezogen das neue Gebäude. Im Jahr 1914 besuchten 846 Schüler in 19 Klassen die Schule. Während des Ersten Weltkriegs verpflichtete sich beinahe die gesamte männliche Lehrerschaft zum Kriegsdienst. Im Dezember 1915 wurde der Schulbetrieb eingestellt und die Gebäude militärisch genutzt. Die Räumlichkeiten der heutigen Clemens-Brentano Schule, des im Zweiten Weltkrieg zerstörten Schillergymnasiums, des heutigen Lilienthal-Gymnasiums und zwei weiteren Schulen wurden gegen Ende des Krieges im Jahr 1918 als Massenunterkünfte für heimkehrende Soldaten genutzt. Das hatte zur Folge, dass der Unterricht erheblich eingeschränkt wurde. Die Schüler der damaligen Gemeindeschule wurden im Zeitraum vom Dezember 1918 bis Februar 1919 an einer anderen Schule unterrichtet. Danach wurde der Schulbetrieb wieder aufgenommen und die Schule später in 13. Volksschule umbenannt.
Zum Ende des Zweiten Weltkriegs wurde der Schulbetrieb erneut unterbrochen, konnte allerdings nach Kriegsende wieder aufgenommen werden. Das Schulgebäude überstand den Krieg unbeschadet. Zu dieser Zeit wurden die Schüler aufgrund von Lehrermangel in Schichten unterrichtet.
Im August 1968 wurde die Schule in Clemens-Brentano-Grundschule umbenannt. Im selben Jahr wurde ein Erweiterungsbau eröffnet.
Der Schulbau wurde vom Bezirksamt Steglitz-Zehlendorf zum Denkmal des Monats April 2019 erklärt.

## Schulleben

### Schulprofil
Ab der dritten Klassenstufe gibt es die Möglichkeit als erste Fremdsprache verpflichtend Englisch oder Französisch zu wählen. Verpflichtend werden außerdem wählbare Fächer angeboten, die jeweils ein halbes oder ein ganzes Jahr andauern. Die Wahlstunden sind keine normalen und üblichen Fächer, sondern sind meistens mit einem Projekt verbunden. Nach der regulären Schulzeit ist eine Nachmittagsbetreuung möglich.

### Arbeitsgemeinschaften
Die Schule bietet ein breites Spektrum an Arbeitsgemeinschaften, die nach der regulären Unterrichtszeit wahrgenommen werden können. Im sportlichen Bereich gibt es eine Basketball-AG, Fußball-AGs, eine Leichtathletik-AG und eine Sport & Spiel-AG. Aus dem musikalischen Bereich gibt es einen Chor, eine Flöten-AG und Tanz-AGs. Weitere Arbeitsgemeinschaften sind eine Zirkus-AG, eine Computer-AG und eine Kochen- und Backen-AG.

### Veranstaltungen
Die folgende Liste führt eine Reihe von regelmäßig stattfindenden Veranstaltungen auf:
- Hausmusikabend
- Weihnachtsmarkt
- Sommerfest

### Lehrer- und Schülerzahl
Im Schuljahr 2016/2017 besuchten 453 Schüler die Schule. Davon besaßen 6 Schüler nicht die deutsche Staatsangehörigkeit und 31 Schüler (6,8 %) waren nichtdeutscher Herkunftssprache.
| Schuljahr | Lehrer | Schüler |
| --------- | ------ | ------- |
| 2001/2002 |        | 397     |
| 2002/2003 |        | 410     |
| 2003/2004 | 27     | 422     |
| 2004/2005 | 30     | 450     |
| 2005/2006 | 38     | 438     |
| 2006/2007 | 39     | 453     |
| 2007/2008 | 35     | 455     |
| 2008/2009 | 36     | 451     |
| 2009/2010 | 31     | 459     |
| 2010/2011 | 30     | 453     |
| 2011/2012 | 32     | 431     |
| 2012/2013 | 32     | 446     |
| 2013/2014 | 30     | 464     |
| 2014/2015 | 35     | 484     |
| 2015/2016 | 34     | 466     |
| 2016/2017 | 32     | 453     |

Quelle: Schulverzeichnis Berliner Schulen

## Bekannte Schülerinnen und Schüler
- Lord Knud (1944–2020), Radiomoderator[10]
- Günther Jauch (* 1956), Fernsehmoderator Wer wird Millionär?[11]
- Eroll Zejnullahu (* 1994), Fußballspieler